# Phthiracarus insularis
Phthiracarus insularis är en kvalsterart som beskrevs av Arthur P. Jacot 1934. Phthiracarus insularis ingår i släktet Phthiracarus och familjen Phthiracaridae. Inga underarter finns listade i Catalogue of Life.